# DECADE 1984-1994
『DECADE 1984-1994』（ディケイド・ナインティーンエイティフォー - ナインティーンナインティフォー）は、日本の音楽ユニットTMNが1994年6月22日にリリースしたドキュメンタリー映像作品である。
1994年4月21日に放送されたニッポン放送ラジオ「TMNのオールナイトニッポン」を生放送中のスタジオの映像を中心に編集されている。
VHS・LDの2規格でリリースされており、2000年1月21日と2003年12月17日には二度にわたりDVDでリリースされている他、2020年8月26日には
『DECADE 2020 HD REMASTER』としてBlu-ray Discで、HDリマスター版の『All the Clips 1984～1999 Refinement』とともにリリースされた。
『DECADE 2020 HD REMASTER』では、「TMN EXPO3D PAVILION」の映像がフルカラー2Dのものに差し替えられている。

## メンバー
- 小室哲哉：キーボード
- 宇都宮隆：ボーカル
- 木根尚登：ギター

## 収録映像曲
★印は本作初収録。
1. ★Nights of The Knife (TV-CF 15')
  - 作詞：小室みつ子　作曲・編曲：小室哲哉
2. ★金曜日のライオン (VIDEO-CLIP)
  - 作詞・作曲・編曲：小室哲哉
3. 1974 (VIDEO-CLIP〜PARCO LIVE '84年12月)
  - 作詞：西門加里　作曲・編曲：小室哲哉
4. ★ACCIDENT (VIDEO-CLIP 1〜日本青年館LIVE '85年9月〜VIDEO-CLIP 2〜中野サンプラザLIVE '86年6月)
  - 作詞：松井五郎　作曲・編曲：小室哲哉
5. ★TWINKLE NIGHT (VIDEO-SPOT)
  - 作詞：西門加里　作曲・編曲：小室哲哉
6. ★Interview (with平山雄一 '87年10月)
7. ★All-Right All-Night (VIDEO-CLIP)
  - 作詞：小室みつ子　作曲・編曲：小室哲哉
8. Come on Let's Dance (VIDEO-CLIP)
  - 作詞：神沢礼江　作曲・編曲：小室哲哉
9. ★Bang the Gong (Self Control Opening Film)
  - 作曲・編曲：小室哲哉
10. Self Control (Fanks CRY-MAX at 武道館 '87年6月)
  - 作詞：小室みつ子　作曲・編曲：小室哲哉
11. ★Get Wild (TV-CF 15')
  - 作詞：小室みつ子　作曲・編曲：小室哲哉
12. Get Wild (VIDEO-CLIP)
  - 作詞：小室みつ子　作曲・編曲：小室哲哉
13. KISS JAPAN DANCING DYNA-MIX (Opening Film '88年8月)
  - 作曲・編曲：小室哲哉
14. KISS YOU (KISS JAPAN DANCING DYNA-MIX TM NETWORK ARENA TOUR '88年8月〜TM NETWORK CAROL TOUR FINAL CAMP FANKS!! '89 '89年8月〜RHYTHM RED TOUR '91年1月)
  - 作詞：小室みつ子　作曲・編曲：小室哲哉
15. ★COME ON EVERYBODY (from the TV "eZ" '88年12月)
  - 作詞・作曲・編曲：小室哲哉
16. ★JUST ONE VICTORY (VIDEO-CLIP)
  - 作詞・作曲・編曲：小室哲哉
17. ★DIVE INTO YOUR BODY (VIDEO-CLIP)
  - 作詞：小室みつ子　作曲・編曲：小室哲哉
18. ★TIME TO COUNT DOWN (TV-CF 15')
  - 作詞：小室みつ子　作曲・編曲：小室哲哉
19. 69/99 (VIDEO "WORLD'S END II" Opening Film)
  - 作詞：坂元裕二　作曲・編曲：小室哲哉
20. ★TIME TO COUNT DOWN (from the TV "eZ" '90年11月〜from the VIDEO "RHYTHM RED BEAT BLACK" '91年5月)
  - 作詞：小室みつ子　作曲・編曲：小室哲哉
21. ★Crazy For You (from EXPO 3-D '91年9月)
  - 作詞：坂元裕二　作曲・編曲：小室哲哉
22. ★Think Of Earth (from EXPO 3-D '91年9月)
  - 作詞・作曲・編曲：小室哲哉
23. ★Love Train (VIDEO-CLIP)
  - 作詞・作曲・編曲：小室哲哉
24. ★TMN COLOSSEUM I・II (TV-CF 30')
25. ★一途な恋 (TV-CF 15')
  - 作詞・作曲・編曲：小室哲哉
26. ★Nights of The Knife (TV-CF 15')
  - 作詞：小室みつ子　作曲・編曲：小室哲哉
27. ★1974 (フレッシュサウンドコンテスト '83)
  - 作詞：西門加里　作曲・編曲：小室哲哉

## リリース履歴
| No. | 日付           | レーベル           | 規格 | 規格品番  | 最高順位 | 備考                                                  |
| --- | -------------- | ------------------ | ---- | --------- | -------- | ----------------------------------------------------- |
| 1   | 1994年6月22日  | Epic/Sony Records  | VHS  | ESVU-410  |          |                                                       |
| 2   | 1994年6月22日  | Epic/Sony Records  | LD   | ESLU-410  |          |                                                       |
| 3   | 2000年1月21日  | Epic Records Japan | DVD  | ESBB-2006 |          |                                                       |
| 4   | 2003年12月17日 | Epic Records Japan | DVD  | ESBL-2153 |          | トールケース仕様で廉価再発売。                        |
| 5   | 2020年8月26日  | Sony Music Direct  | BD   | MHXL-80   |          | 名称を『DECADE 2020 HD REMASTER』としてHDリマスター。 |